# South Malling Without
South Malling Without var en civil parish 1894–1984 när det uppgick i Glynde, Iford, Lewes och Ringmer i grevskapet East Sussex i England. Civil parish hade 159 invånare år 1961.